# Александровская волость (Мурманская губерния)
Александровская волость — административно-территориальная единица в составе Мурманской губернии РСФСР с центром в городе Александровске, существовавшая в 1920—1927 годах.
Александровская волость в составе Мурманского уезда была образована 22 апреля 1920 года путём выделения из Териберской волости.
Решением от 3 мая 1920 года в составе волости должны были быть образованы 6 сельсоветов: Александровский, Белокаменский, Грязно-Губский, Платоновский, Торос-Островский и Тюва-Губский. Но уже 4 июня было решено создать лишь 2 сельсовета — Белокаменский и Тюва-Губский. 9 декабря того же года были образованы ещё 3 сельсовета: Грязно-Губский, Менькинский (Минькинский) и Торос-Островский.
20 апреля 1921 года из Новозерской волости в Александровскую был передан ряд населённых пунктов, на территории которых был создан Урский (Ура-Губский) с/с.
9 января 1926 года в связи с утратой Александровском городского статуса был образован Александровский с/с.
1 августа 1927 года Александровская волость была упразднена. При этом Минькинский с/с отошёл к Кольско-Лопарскому району, а остальная территория вошла в Александровский район.